# Leśna Góra (Łęg Starościński)
Leśna Góra – część wsi Łęg Starościński w Polsce, położona w województwie mazowieckim, w powiecie ostrołęckim, w gminie Lelis.
W latach 1975–1998 Leśna Góra administracyjnie należała do województwa ostrołęckiego.